# موقعیت‌ها (آلبوم)
موقعیت‌ها (به انگلیسی: Positions) ششمین آلبوم استودیویی از خواننده اهل ایالات متحده آمریکا آریانا گرانده است که در ۳۰ اکتبر ۲۰۲۰ از طریق ریپابلیک رکوردز منتشر شد. آلبوم با حضور هنرمندان مختلفی مانند دوجا کت، د ویکند و تای دولا ساین ضبط شده‌است.
دو تک‌آهنگ برای تبلیغ آلبوم منتشر شده‌است؛ «موقعیت‌ها» به عنوان تک‌آهنگ آغازین آلبوم در ۲۳ اکتبر ۲۰۲۰ منتشر شد و «۳۴+۳۵» به عنوان دومین تک‌آهنگ در کنار انتشار آلبوم در ۳۰ اکتبر پخش شد. موقعیت‌ها به‌طور کلی با تعریف نسبت به آوازهای گرانده اما انتقاد از اشعار و تولید آن، نظرات مطلوبی از طرف منتقدان موسیقی را دریافت کرد. موقعیت‌ها با ۱۷۴،۰۰۰ نسخه فروش، از جمله ۴۲،۰۰۰ نسخه خالص، به شماره اول بیلبورد ۲۰۰ رسید و به پنجمین آلبوم شماره یک گرانده در این جدول تبدیل شد. همچنین در رتبه‌های برتر جدول موسیقی چندین کشور رسید.

## زمینه
در ۱۹ آوریل ۲۰۲۰، برای اولین بار گزارش شد که گرانده در حال کار بر روی موسیقی جدید است. او همچنین در مه ۲۰۲۰ فاش کرد که اوایل همان سال ترانه‌ای را با دوجا کت ضبط کرده‌است. گرانده در همان مصاحبه اظهار داشت که در هنگام همه‌گیری کرونا ویروس هیچ آلبومی منتشر نخواهد کرد. در ۱۴ اکتبر ۲۰۲۰، گرانده در شبکه‌های اجتماعی اعلام کرد که ششمین آلبوم استودیویی آینده او در همان ماه منتشر خواهد شد. سه روز بعد، او یک ویدئو آهسته را منتشر کرد که در آن کلمه «موقعیت‌ها» را روی کیبورد تایپ می‌کند. در همان روز، وبسایت رسمی گرانده دو شمارش معکوس را برای شمارش معکوس تا ۲۳ اکتبر ۲۰۲۰ و ۳۰ اکتبر ۲۰۲۰ آغاز کرد. در ۲۳ اکتبر ۲۰۲۰، او از طریق حساب توئیتر خود تأیید کرد که آلبوم در ۳۰ اکتبر در حالت انتشار است و جلد هنری آلبوم را منتشر کرد. فهرست قطعه‌های آلبوم در روز بعد فاش شد.

## تبلیغ
در ۲۷ اکتبر، گرانده اعلام کرد که قرار است دو جلد آلبوم فیزیکی همراه با آلبوم در فرمت سی‌دی منتشر شود. نسخه‌های آلبوم در همان روز در وبسایت او برای پیش سفارش در دسترس بودند.

### تک‌آهنگ‌ها
«موقعیت‌ها» در ۲۳ اکتبر ۲۰۲۰ به عنوان تک‌آهنگ آغازین آلبوم منتشر شد. یک موزیک ویدئو برای ترانه در همان روز منتشر شد. «۳۴+۳۵» به عنوان دومین تک‌آهنگ از آلبوم در ۳۰ اکتبر ۲۰۲۰ منتشر شد.

## فهرست قطعه‌ها
| فهرست قطعه‌های موقعیت‌ها | فهرست قطعه‌های موقعیت‌ها              | فهرست قطعه‌های موقعیت‌ها |
| شماره                  | نام                                 | مدت                    |
| ---------------------- | ----------------------------------- | ---------------------- |
| ۱.                     | «خفه شو»                            | ۲:۳۷                   |
| ۲.                     | «۳۴+۳۵»                             | ۲:۵۳                   |
| ۳.                     | «انگیزه» (همراه دوجا کت)            | ۲:۴۷                   |
| ۴.                     | «درست مثل جادو»                     | ۲:۲۹                   |
| ۵.                     | «غیرقابل بحث» (همراه د ویکند)       | ۳:۵۹                   |
| ۶.                     | «شش سی»                             | ۳:۰۴                   |
| ۷.                     | «تور ایمنی» (با حضور تای دولا ساین) | ۳:۲۸                   |
| ۸.                     | «موهام»                             | ۲:۳۸                   |
| ۹.                     | «کثیف»                              | ۳:۲۰                   |
| ۱۰.                    | «سمت غرب»                           | ۲:۱۲                   |
| ۱۱.                    | «زبان عشق»                          | ۲:۵۹                   |
| ۱۲.                    | «موقعیت‌ها»                          | ۲:۵۲                   |
| ۱۳.                    | «واضح»                              | ۲:۲۸                   |
| ۱۴.                    | «پی‌اووی»                            | ۳:۲۱                   |
| مجموع مدت:             | مجموع مدت:                          | ۴۱:۰۷                  |